# カルロ・デ・メディチの肖像
『カルロ・デ・メディチの肖像』（カルロ・デ・メディチのしょうぞう、伊: Ritratto di Carlo de' Medici、英: Portrait of Carlo de' Medici）は、初期イタリア・ルネサンス絵画の巨匠アンドレア・マンテーニャが板上にテンペラで制作した絵画である。制作年については、マンテーニャがマントヴァに到着し、数々の公的な肖像画を委嘱されていた1459–1460年、または、画家がおそらくフィレンツェに旅行した1466年という見方がある。作品はかつて、マンテーニャの原作を16世紀に模写した複製であるとする説もあったが、厳格で力強く構築されたこの肖像画は、その質の高さからマンテーニャの自筆であると大部分の研究者が同意している。作品は、フィレンツェのウフィツィ美術館に所蔵されている。

## 歴史
絵画の来歴についてはほとんど知られていない。本作のモデルの人物は、マントヴァの司教ルドヴィーコ3世・ゴンザーガとみなされたこともあるが、現在、最も信頼のおける仮説は、コジモ・デ・メディチとチェルケス人の側室との間の息子、カルロ・デ・メディチを描いているというものである。そのことは、モデルの人物の非常に青い目によって示唆される。1912年には、この肖像画の複製がメディチ家の系図の中に含まれていた。
ジョルジョ・ヴァザーリによると、カルロの肖像はフィリッピーノ・リッピのフレスコ画『聖ステファノと洗礼者聖ヨハネの物語』 (プラート大聖堂) に登場する人物のうちの1人とされていたが、その顔貌は本作の人物とは異なっている。また、マンテーニャへの作品の帰属は近年になってからのもので、長い間、ドメニコ・ヴェネツィアーノの作品であると考えられていた。

## 作品
絵画は人物を4分3正面向きで表している。この描き方は、15世紀後半に初期フランドル派の画家たちによりイタリアにもたらされた革新的技法であった。以前は、古代ローマの伝統にしたがい、横顔の肖像画がより好まれていたのである。
人物の肌は褐色で、そのためカルロの母親は広く証言されていたようにチェルケス人ではなく、アフリカ系黒人であるという少数派の仮説の根拠となっている。彼は、1463年に聖書原典使徒に任命されたが、この肖像画ではその地位にある者の衣服を身に着けている。内面心理を表す要素の欠如と、衣服、帽子など細部への関心は、この作品の公的性格によって説明できる。